# Nome in codice: Brutto Anatroccolo
Nome in codice: Brutto anatroccolo (Den grimme ælling og mig) è un film d'animazione del 2006 diretto da Michael Hegner e Karsten Kiilerich. È la trasposizione cinematografica di una serie animata (inedita in Italia) a sua volta tratta liberamente dalla fiaba Il brutto anatroccolo di Hans Christian Andersen.

## Trama
Ratso è un avido e imbranato ratto che si occupa di affari nel mondo dello spettacolo: è l'agente di un lombrico di nome Wesley, che lo spaccia per il "verme più lungo del mondo" infilandolo dentro una cannuccia. Il sogno di Ratso è portare Wesley alla "Grande Giostra", ove, a suo dire, suo cugino Ernie conduce gli spettacoli più acclamati del mondo animale. Tuttavia, dopo l'ennesimo fiasco, il lombrico decide di abbandonare il suo impresario, costringendo quest'ultimo a portarlo con la forza alla Grande Giostra. Lungo la strada, i due vengono inseguiti da Phillis e i suoi due fratelli, Frank e Stan, una famiglia di ratti da cui Ratso è in costante fuga. Dopo un breve viaggio in treno, quest'ultimo cade in un nido d'uccelli tra i canneti, mentre Wesley finisce dentro una bottiglia di tequila. Portandosi dietro una delle uova trovate nel nido, Ratso finisce accidentalmente in un luogo chiamato "la fattoria delle anatre", ove viene mal accolto dagli animali che vi vivono. Nonostante ciò, ottiene comunque il permesso di restare, dopo che l'uovo si schiude e l'anatroccolo (brutto, goffo, di corporatura tozza e dalle piume grigie) riconosce in Ratso il suo genitore. Per fuggire, quest'ultimo inizia a creare un cumulo di terra dal quale poi lanciarsi per superare la staccionata, che fa passare per una montagna con un palcoscenico per fare esibire il piccolo anatroccolo da lui adottato, quest'ultimo vittima contemporaneamente di ripetute derisioni ed emarginazioni. Durante lo show, Ratso nota quanto il pubblico si diverta nel vedere il brutto anatroccolo ballare, così decide di tornare indietro per portare lui alla Grande Giostra, allo scopo di farlo esibire come fenomeno da baraccone. Dopo essere stati respinti dal pubblico, Ratso e l'anatroccolo, quest'ultimo ancora memore delle umiliazioni precedenti per la sua bruttezza, si rifugiano in un Volkswagen Maggiolino abbandonato dove dormono lì.
Nel corso del viaggio, l'anatroccolo, ormai battezzato "Brutto", cresce rapidamente diventando all'improvviso un allampanato adolescente, e alla coppia si unisce una giovane e bellissima anatra di nome Jessie (di cui Brutto si innamora, ricambiato), dopo che quest'ultimo la salva da una volpe. Nel frattempo, Jessie capisce le intenzioni di Ratso e tenta di dissuaderlo, facendogli notare che lui per Brutto rappresenta il suo unico punto di riferimento, ma apparentemente il ratto non le dà retta. 
Una volti giunti dopo alcune peripezie alla Grande Giostra, che si scopre essere un luna park in disuso, Ratso incontra suo cugino Ernie, un gatto soriano ventriloquo con un burattino di mano di nome William. Prima di cominciare lo spettacolo, il protagonista inizia a dubitare di ciò che fa, ripensando a ciò che gli aveva detto Jessie. Tuttavia, Brutto decide di buttarsi da solo sul palco, nel vano tentativo di aiutare il padre adottivo dopo che questi, a causa del suo tergiversare, stava venendo coperto di fischi dai gabbiani. A quel punto, Brutto, schernito e umiliato per l'ennesima volta dai presenti per la sua danza impacciata, si rende conto piangendo che il suo scopo era proprio quello di diventare famoso rendendosi ridicolo di fronte a tutti e fugge dall'esibizione depresso, rincuorato da Jessie. 
Durante la fuga, il giovane anatroccolo viene tuttavia catturato da Phillis e i suoi fratelli, i quali hanno nel frattempo preso possesso della fattoria delle anatre. Dopo aver fatto ciò, lei si reca da Ratso, intimandogli di recarsi alla fattoria quella sera, se avesse voluto rivedere il figlio adottivo. Ratso rispetta i patti e dopo essere stato rinchiuso assieme a Brutto, gli rivela di non essere il suo vero padre, ma lui risponde che lo aveva già intuito, e che non gli importa ugualmente, in quanto lui lo considera tale.
La mattina seguente, Brutto, temendo che il padre vada incontro ad un'esecuzione, esce dalla gabbia in cui era rinchiuso dopo essere diventato improvvisamente adulto, rivelandosi uno splendido cigno. Tuttavia, si scopre che Phillis in realtà desidera sposare Ratso, perché era l'ultimo topo scapolo e senza legami che fosse rimasto. Ma dopo aver scoperto che Ratso ha un figlio adottivo, lei si infuria con quest'ultimo e inizia a colpirlo, finché Brutto non la getta sulla torta nuziale. In quel frangente, al fiume dove si teneva la cerimonia giunge uno stormo di cigni, i quali affermano che è ora che Brutto si unisca a loro per migrare. Dopo aver detto addio al padre adottivo e a tutti gli amici conosciuti, il giovane cigno si unisce ai suoi simili e parte verso nord. Tuttavia, torna indietro, in quanto si accorge che i cigni sono animali superficiali che pongono la bellezza al primo posto. Per non sciupare la cerimonia, Ratso intima a Brutto di dichiararsi a Jessie, così si celebra le nozze tra i due.